# Saint-Louis (Sénégal)
Pour les articles homonymes, voir Saint-Louis.
Saint-Louis (en wolof : Ndar), souvent appelée Saint-Louis-du-Sénégal, est une des plus grandes villes du Sénégal et, historiquement, l'une des plus importantes, comme en témoigne son inscription sur la liste du patrimoine mondial de l'UNESCO. C'était avec Gorée, Rufisque et Dakar une des quatre communes de plein exercice du Sénégal qui envoyaient un député à la Chambre française depuis le XIXe siècle. Ces Quatre communes ne doivent pas être confondues avec les quatre vieilles colonies de pleine citoyenneté (Guadeloupe, Guyane, Martinique et La Réunion).

## Géographie
Saint-Louis se trouve à l'embouchure du fleuve Sénégal, à 264 km au nord de la capitale du pays, Dakar, près de la frontière avec la Mauritanie. Du fait de cette situation géographique, au moment de la création du comptoir français, elle est simplement appelée « Île du Sénégal », puis « colonie du Sénégal » ; ce nom sera étendu à l'ensemble du Sénégal actuel après les annexions qui font suite à la conférence de Berlin. La République du Sénégal reprendra à son tour le nom du fleuve lors de son indépendance en 1960.

Représentation cartographique de la ville
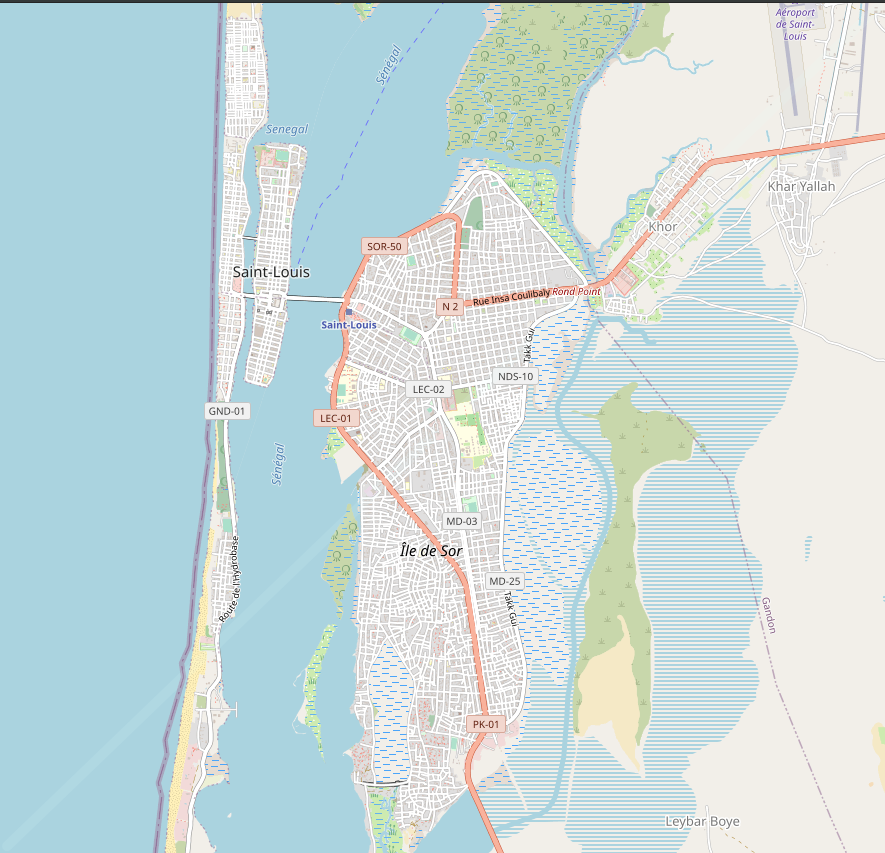
Carte OpenStreetMap.
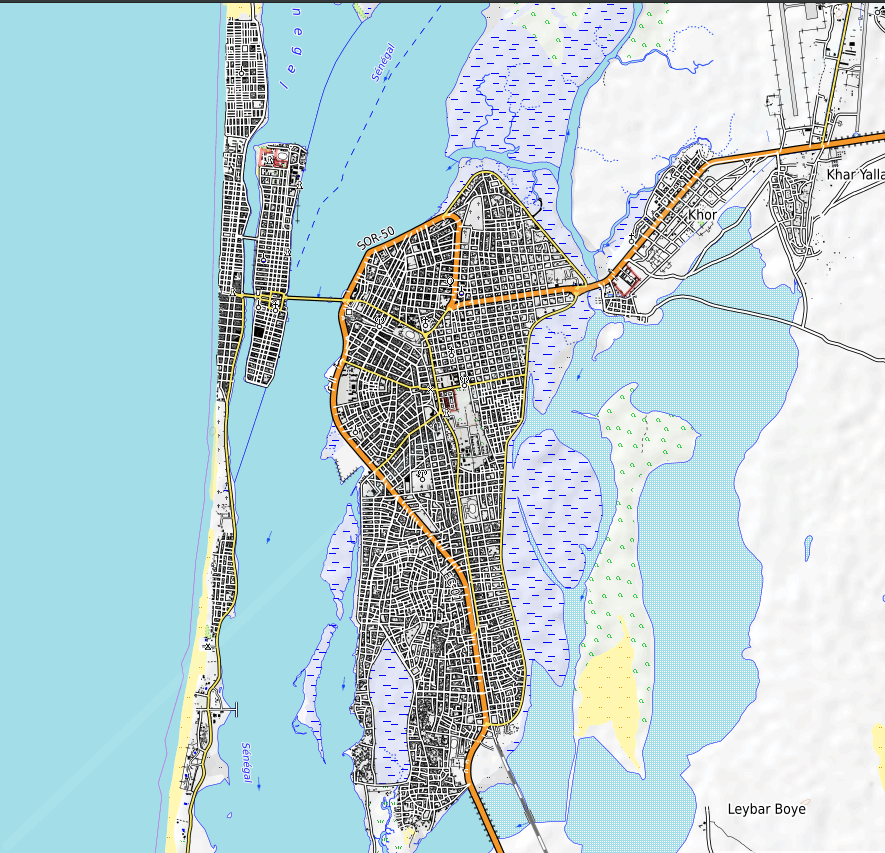
Carte topographique.

## Histoire

### Un comptoir colonial
Saint-Louis fut la première ville fondée par les Européens en Afrique occidentale en 1659. Établie par des marins de Dieppe (Normandie) sur l'île homonyme du fleuve Sénégal, longue de 2 km et large de 300 m, elle fut baptisée ainsi en l'honneur du roi de France régnant Louis XIV, au travers de son ancêtre et homonyme Saint Louis. 

Plan du fort Saint-Louis en 1705.

Un fort est alors construit sur une île inhabitée connue des habitants sous le nom Ndar en 1659. En effet cette île est supposée hantée. Aussi le Diagne de Sor, le chef local, la loue contre un paiement annuel relativement modeste. Les Français étaient présents en plusieurs petits comptoirs dans la région de la future ville de Saint-Louis depuis les années 1610-1620, où ils deviennent les Européens dominants. Auparavant, la région était disputée entre les Portugais, les Hollandais, et les Français,. 

En 1689, le religieux français Jean-Baptiste Gaby dans un récit de voyage en Nigritie présente l'île et les rives du fleuve « Senega » comme encore en partie couverte de mangroves à palétuviers.

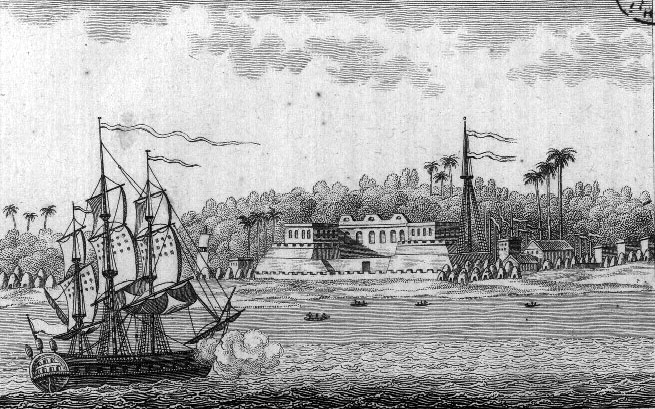
Vue du fort sur l'île Saint-Louis par René Claude Geoffroy de Villeneuve, 1814.

La ville fut un très important centre du commerce de l'or, de la gomme arabique, de l'ivoire et de l'esclavage en Afrique.
Dès la Révolution française, ses habitants eurent un statut de citoyenneté, devenant citoyens français.
De 1793 à 1816, la ville de Saint-Louis, ainsi que toute la cote maritime du Sénégal sont occupés par les Britanniques, à la suite de l'exécution de Louis XVI. Au traité de Vienne, en 1815, le Sénégal est rendu aux Français, sauf la Gambie, qui devient une colonie britannique en 1815.

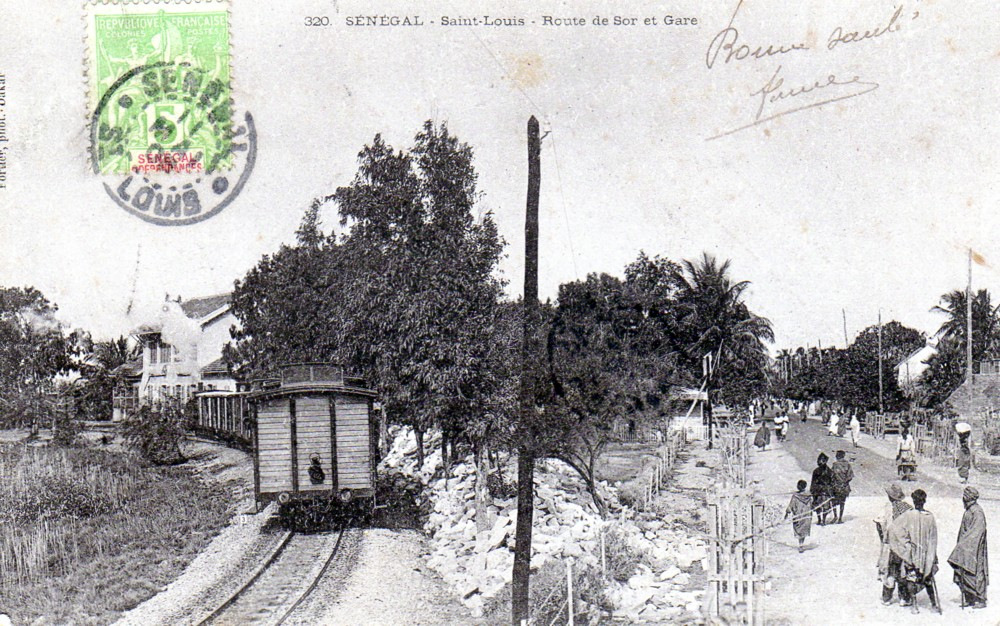
La route de Sor et la gare primitive vers 1902.

Le 2 juillet 1816, La Méduse, frégate de trois mâts transportant à Saint-Louis le nouveau gouverneur du Sénégal Julien Schmaltz, avec 400 personnes à bord, fait naufrage sur les côtes de Mauritanie, s'échouant dans les sables du banc d'Arguin, au nord de Saint-Louis. Cet épisode fut immortalisé par le peintre Théodore Géricault dans le radeau de la Méduse (Musée du Louvre).
Un réseau de distribution d'eau captée en amont est actif dès 1885.
Pierre Loti habita au « 32 rue Mage » où il écrivit Roman d'un spahi.

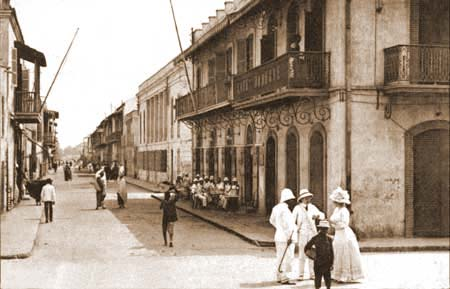
Centre-ville de Saint-Louis en 1910

Elle devient la capitale politique de la colonie française et de l'Afrique-Occidentale française, jusqu'en 1902, puis capitale du Sénégal et de la Mauritanie. Le statut des quatre communes leur accorde des droits spécifiques en 1872.
Le 12 mai 1930, l'aviateur français Jean Mermoz part de Saint-Louis-du-Sénégal afin de réaliser la première liaison postale transatlantique sans escale qui le mène jusqu'à Natal au Brésil. Le succès de ce vol permet à l'aéropostale d'établir de manière définitive une liaison aérienne régulière entre Toulouse et Santiago du Chili. L'Hôtel de la Poste situé entre le pont et la place Faidherbe y consacre un petit musée.
Elle reste un comptoir de commerce français important jusqu'en 1957.

### Depuis l'indépendance du Sénégal
En 1959, des militants du Parti africain de l'indépendance tentent une insurrection pour obtenir l'indépendance du Sénégal.
La ville est de plus en plus menacée de disparition. Alors qu'elle est inscrite au patrimoine mondial de l'UNESCO depuis l'an 2000, son patrimoine issue de la colonisation est fortement dégradé et n'est pas réparé.

## Population et société

### Démographie
En 1981, la ville compte 60 000 habitants.

### Culture

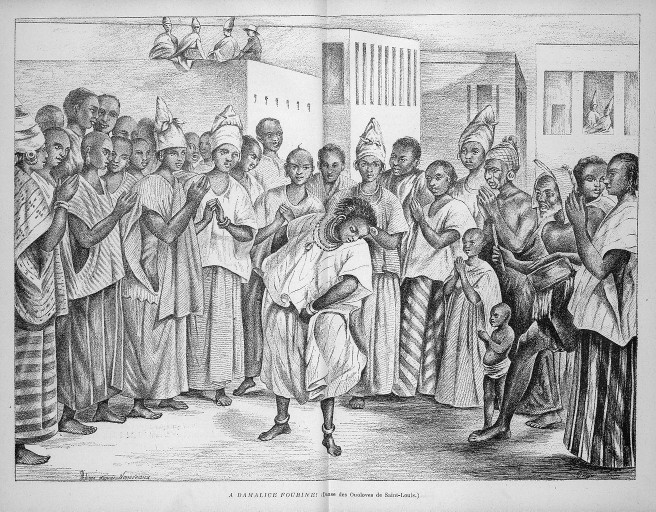
A Damalice Foubine : la danse des Wolofs à Saint-Louis (1890)

Saint-Louis, qu'on surnommait la « Venise africaine » est classée au répertoire du patrimoine mondial par l'Unesco depuis l'an 2000. Elle s'est lancée dans un ambitieux programme de rénovation de ses anciens bâtiments et a commencé à transformer les entrepôts en restaurants et en hôtels.
La ville conserve de très nombreuses maisons, typiques de l'époque coloniale, avec leur façade de chaux, leur double toiture en tuile, leur balcon en bois et leur balustrade en fer forgé.
La musique jazz, amenée par les soldats américains, au moment de la Seconde Guerre mondiale, a fait éclore toute une génération de jazzmen africains. Le Festival international de Jazz de Saint-Louis a été créé en 1992.
Lors du défilé du Fanal, les habitants défilent au son des tam-tam, en portant des lampions qu'ils ont confectionnés et qui ressemblent à ceux que les esclaves du XVIIe siècle portaient pour éclairer les Signares jusqu'à la messe de minuit.
Depuis 2003 se déroule le Festival Rapandar, d'abord consacré au mouvement hip-hop sénégalais et aujourd'hui ouvert aux musiciens et groupes de rap africains ou internationaux, avec le message « citoyens africains, citoyens du monde : un échange culturel dynamique ».
Le Musée du Centre de Recherches et de Documentation du Sénégal à Saint-Louis est fondée en 1956.
En 2017, le MuPho, premier musée consacré à la photographie au Sénégal est créé.

## Économie
Saint-Louis a perdu son importance au moment de l'indépendance au profit de la nouvelle capitale Dakar qui de plus a attiré à elle tous ses intellectuels et tous ses fonctionnaires. La ville est alors tombée en léthargie.
La communauté des pêcheurs de Saint-Louis est l'une des plus importantes de l'Afrique de l'Ouest et comprend plus de 4 000 équipages. Guet Ndar est le quartier des pêcheurs, où vivent plus de 25 000 personnes, sur une étroite langue de sable. C'est aujourd'hui la plus importante activité économique de la ville.
De 1996 à 2004, le nombre de chambres d'hôtels a doublé, selon le syndicat d'initiative.

## Transports
La ville est reliée par le transport aérien avec l'Aéroport de Saint-Louis (Sénégal). Mais on y accède principalement par la route N2 venant de Dakar. Le réseau de bus et de taxi-brousse (7 places) y est particulièrement dense.

## Éducation supérieure

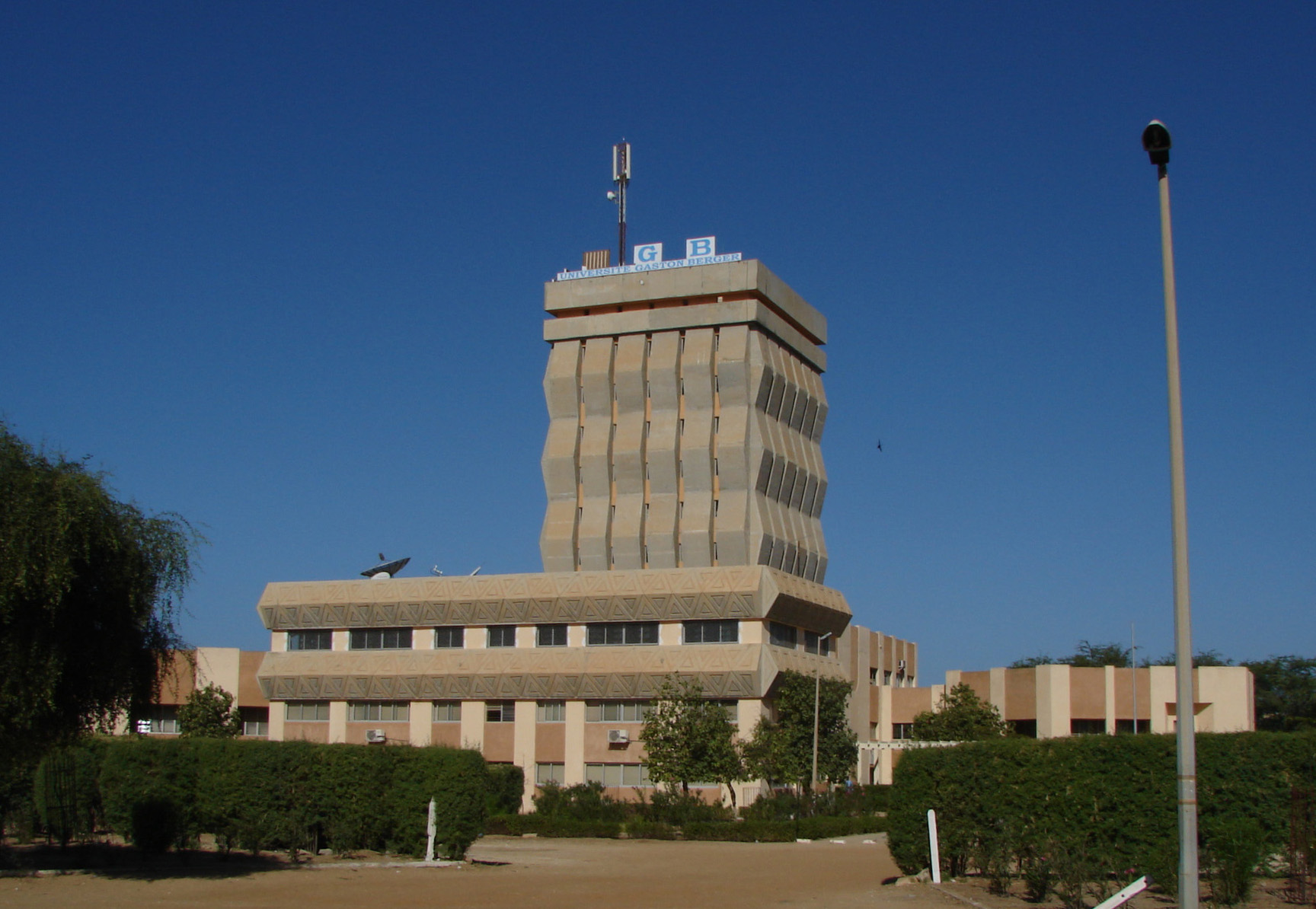
Tour de l'Université Gaston Berger

L'Université Gaston Berger a été fondée en 1990.
On y trouve également un centre de formation pour enseignants (Centre Régional de Formation des Personnels de l'Éducation CRFPE).

## Patrimoine et architecture
- Le quartier historique (l'île Saint Louis)[17], relié par un pont métallique à sept arches, le pont Faidherbe, aux quartiers de l'île de Sor. Les plans de ce pont sont attribués à tort à Gustave Eiffel. C'est l'entreprise Nouguier, Kessler & Cie, ancienne maison Joly, d'Argenteuil, qui en assura la réalisation. Il a été totalement rénové en 2015.
- Le siège de la gouvernance est construit sur l'emplacement d'un ancien fort colonial dont quelques murs subsistent.
- La statue en bronze de Louis Faidherbe par Crauck, fondue par Thiébaut en 1886 (352 kg), érigée de son vivant, en 1887, non loin du pont, place Faidherbe, ex place d'Orléans, autrefois « La Savane »[18],[19].

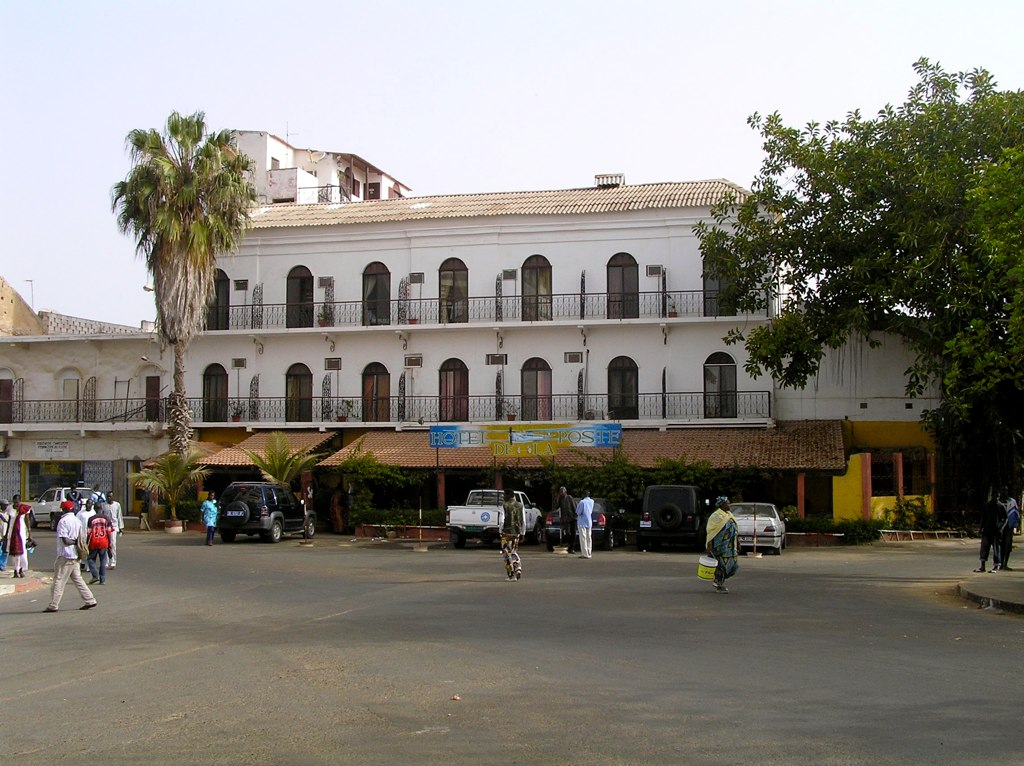
L'Hôtel de la Poste.
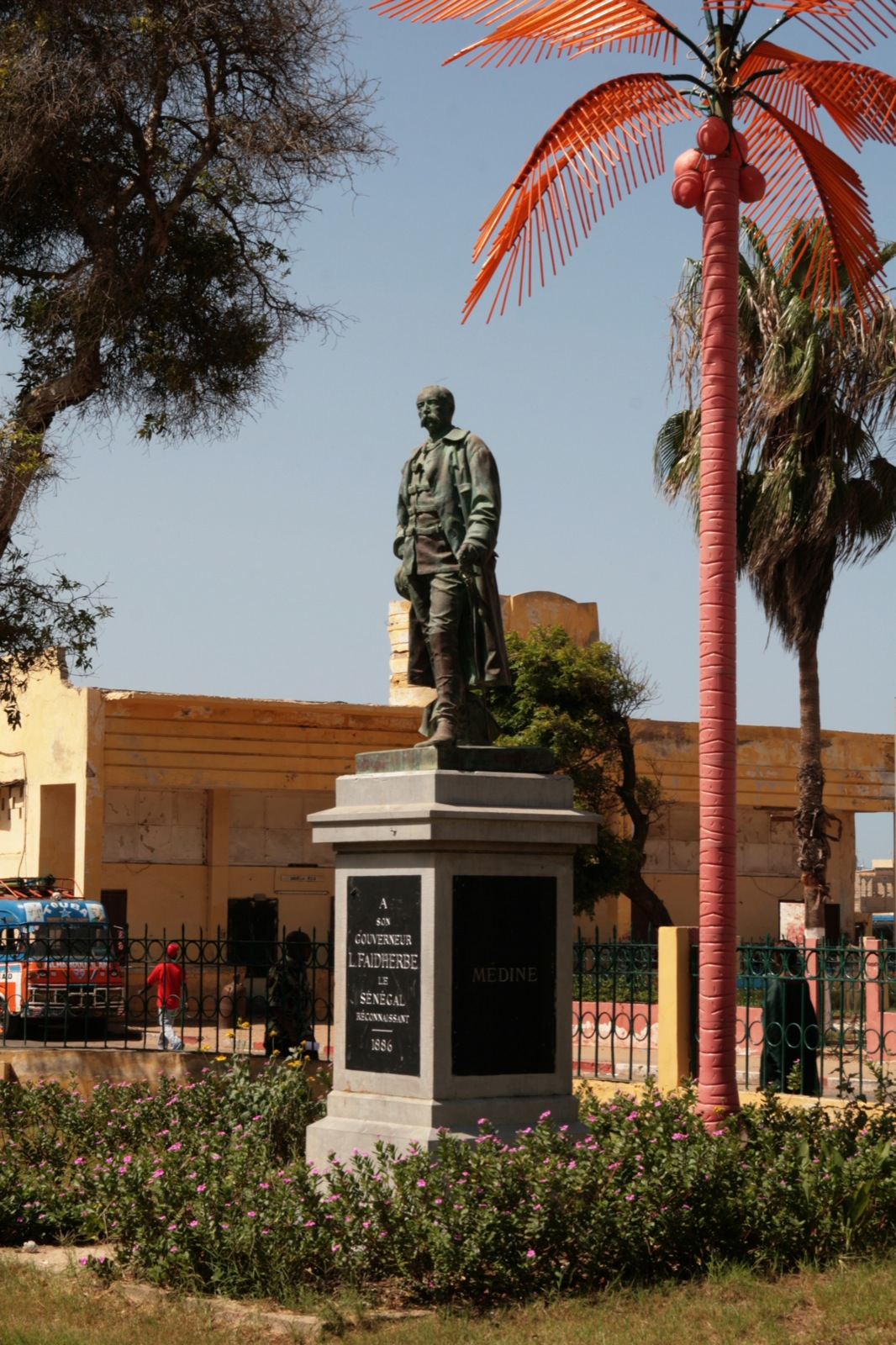
La statue de Faidherbe.
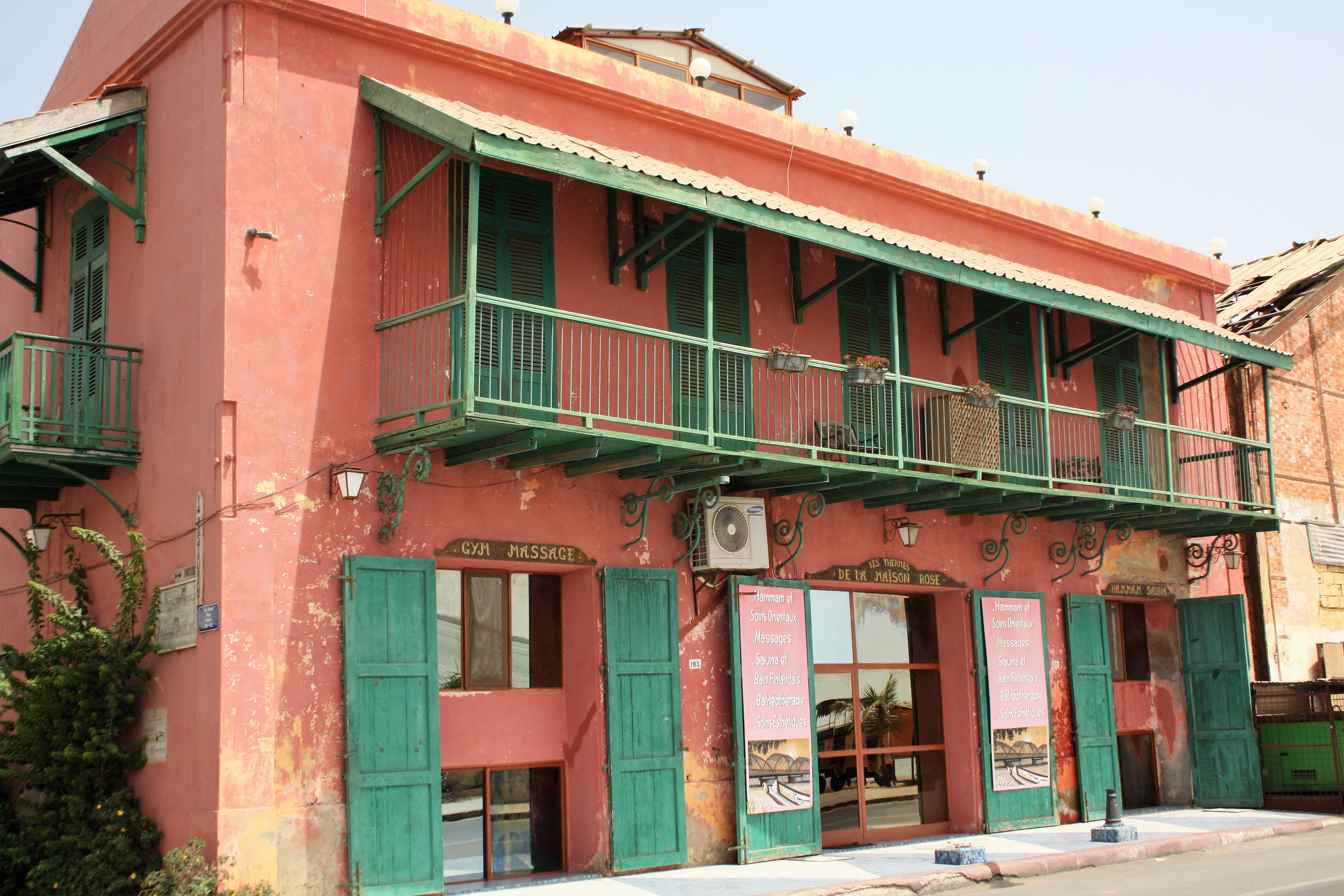
La Maison Rose, de style colonial située dans le quartier historique.
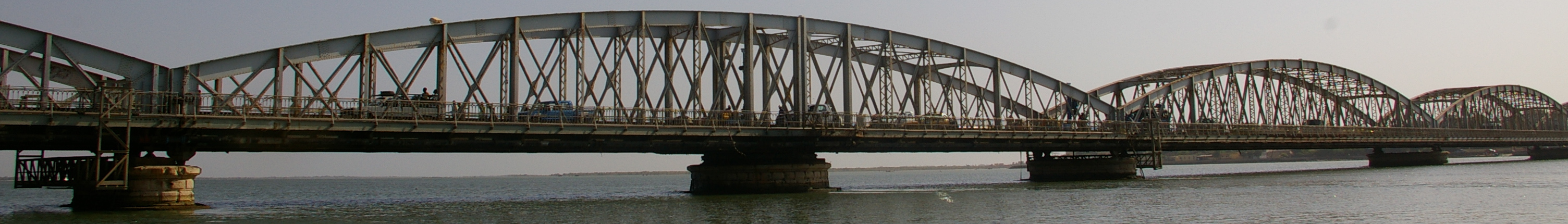
Le pont Faidherbe.

## Parcs
- Les réserves ornithologiques du Parc national de la Langue de Barbarie et du Parc national des oiseaux du Djoud.

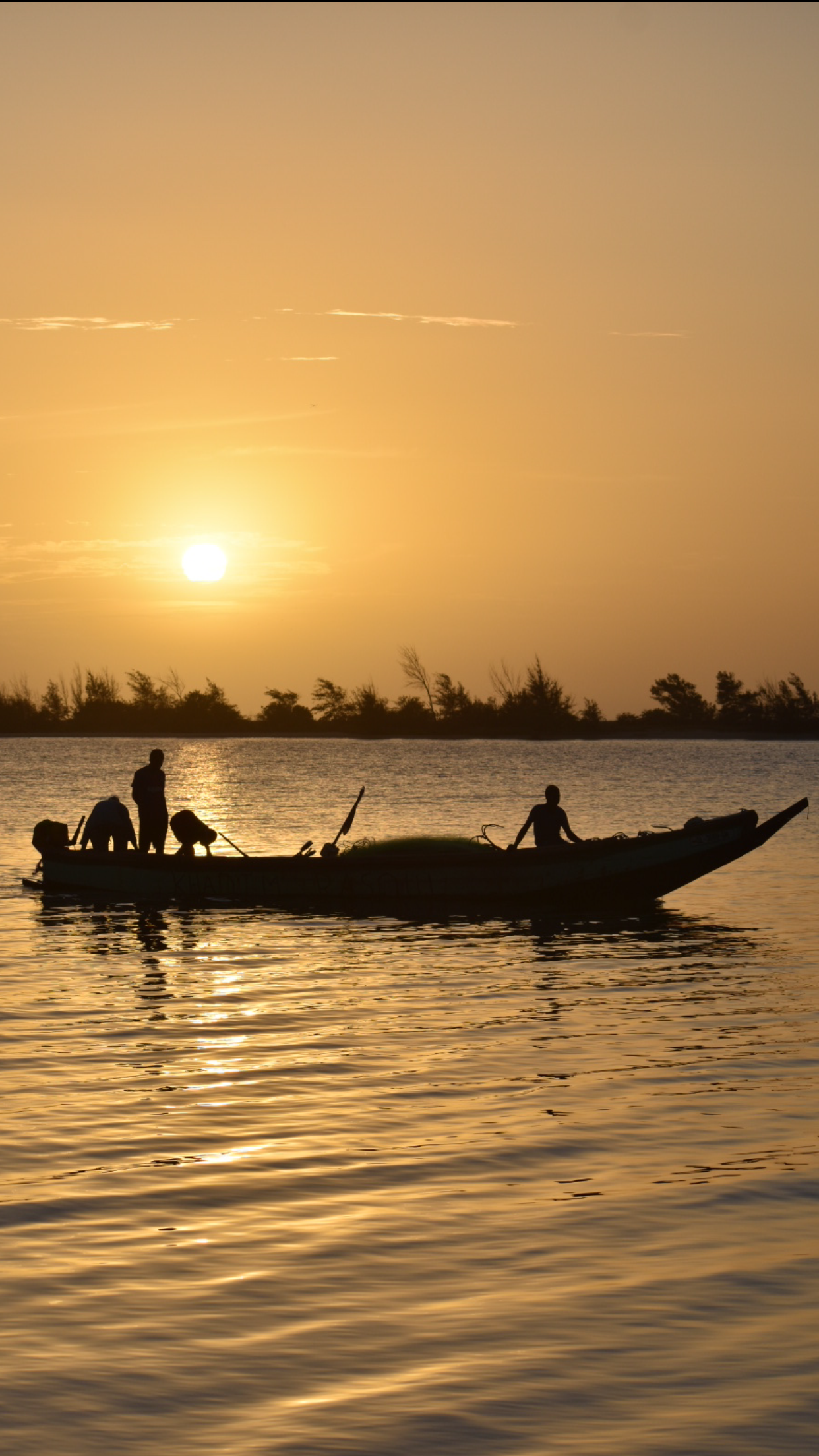
La Langue de Barbarie.
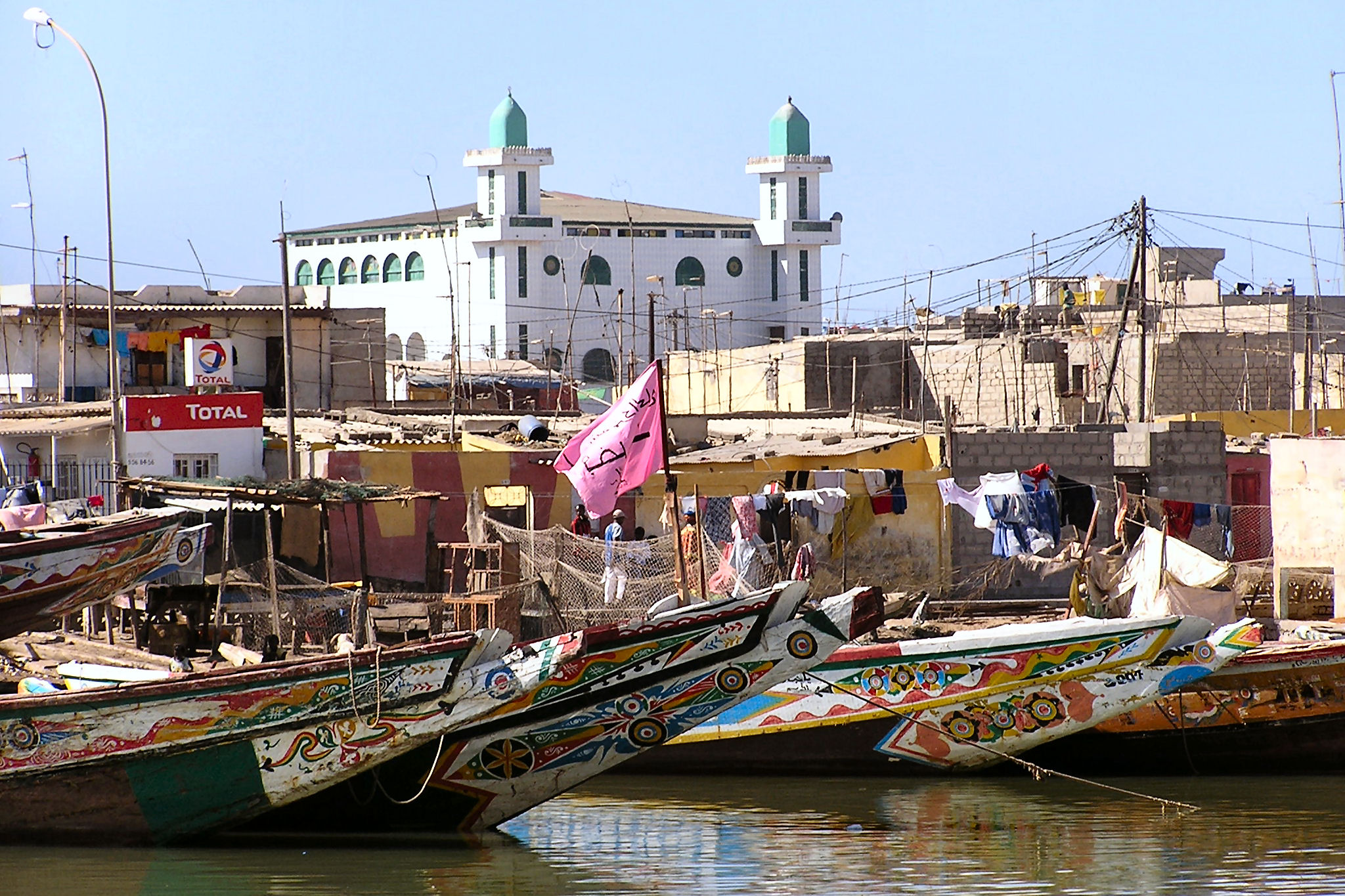
Mosquée et barques de pêcheurs sur la Langue de Barbarie

## Lieux de culte
Parmi les lieux de culte, il y a principalement des mosquées musulmanes. Il y a aussi des églises et des temples chrétiens : Diocèse de Saint-Louis du Sénégal (Église catholique), Assemblées de Dieu, Église universelle du royaume de Dieu.

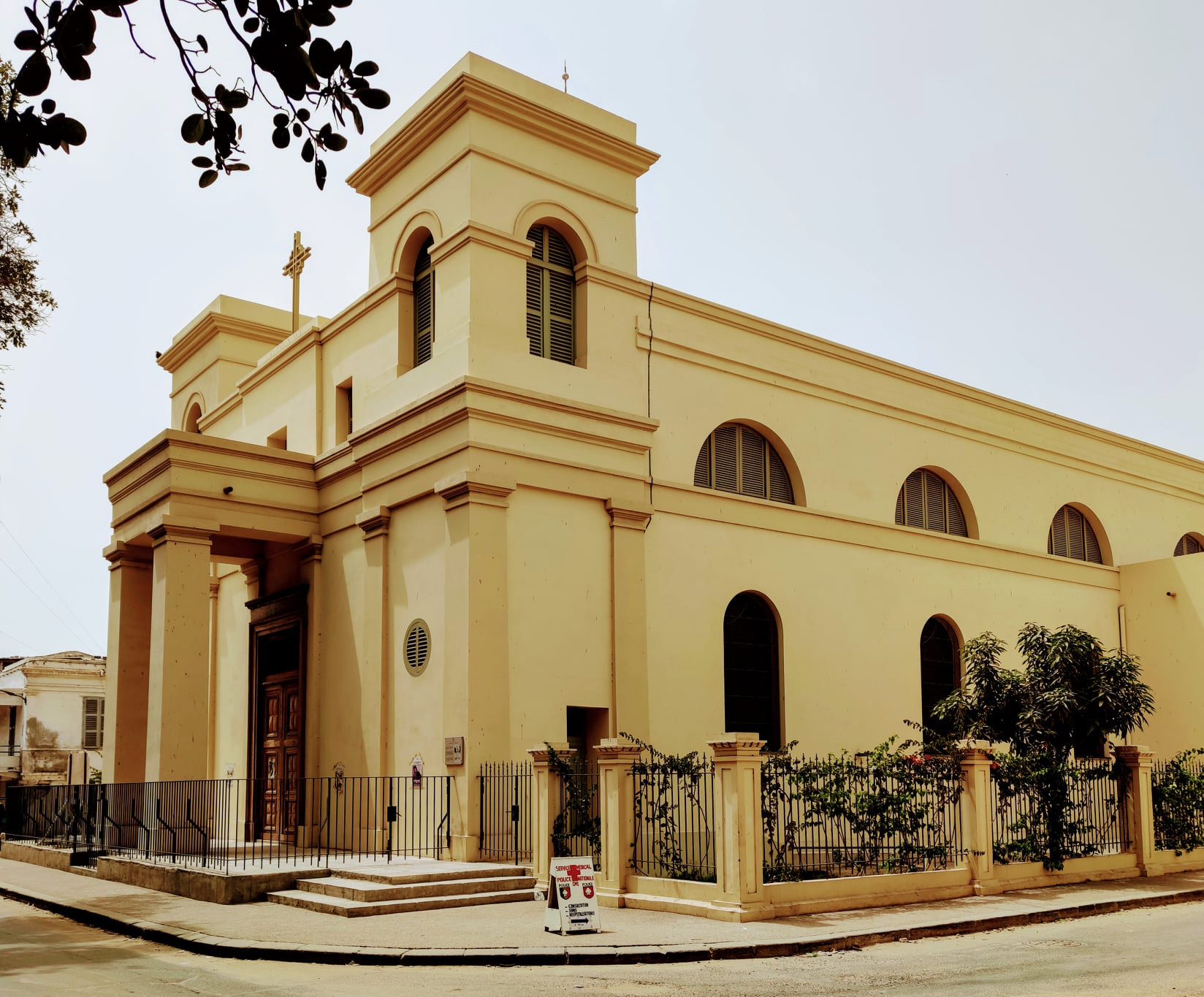
Cathédrale Saint-Louis de Saint-Louis-du-Sénégal.
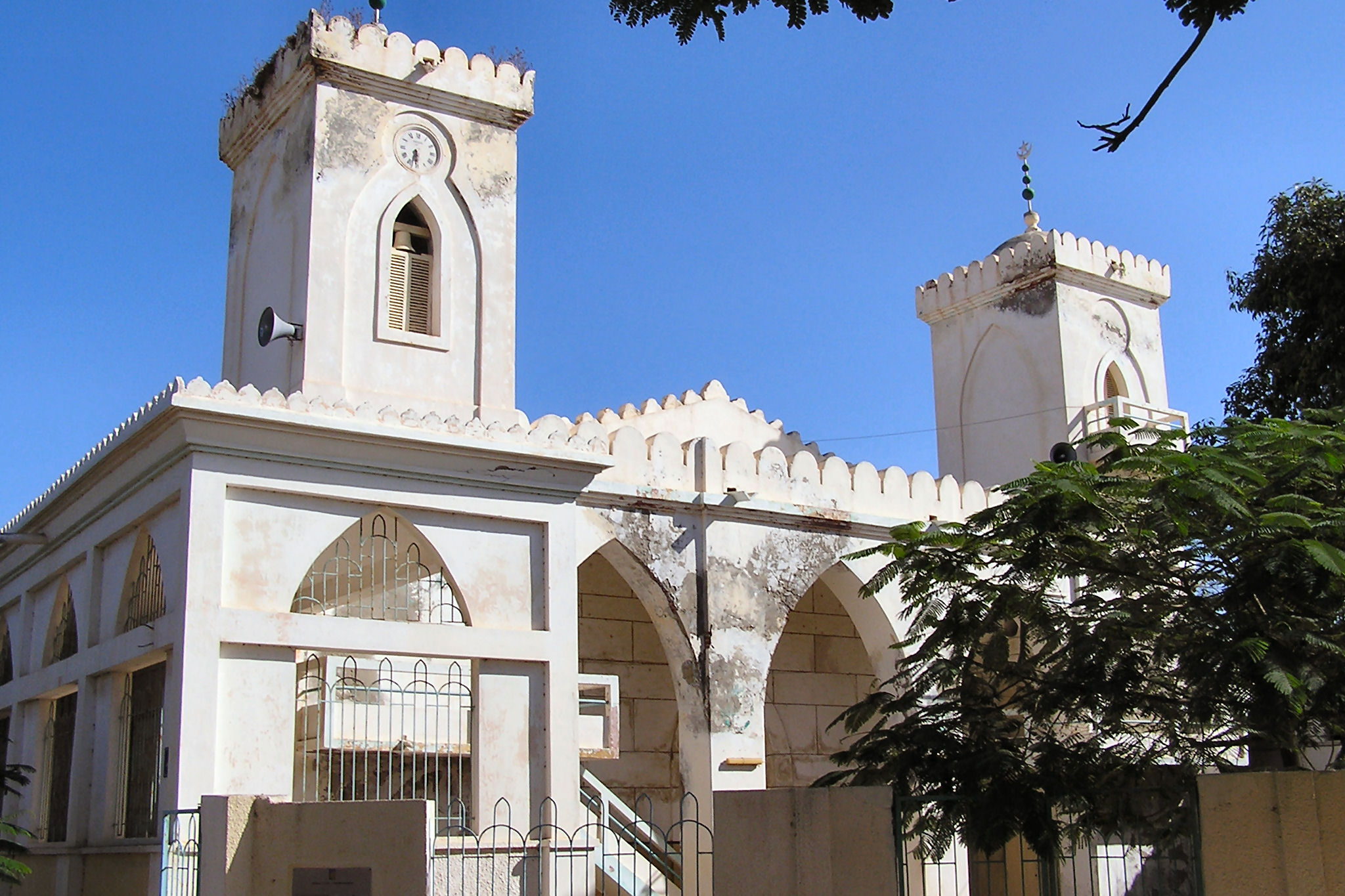
La Grande mosquée de Saint-Louis.

## Jumelages
| Ville | Ville       | Pays | Pays       | Période     |
| ----- | ----------- | ---- | ---------- | ----------- |
|       | Bologne     |      | Italie     | depuis 1991 |
|       | Fès,        |      | Maroc      | depuis 1981 |
|       | Lille,      |      | France     | depuis 1978 |
|       | Liège       |      | Belgique   | depuis 1980 |
|       | Saint-Louis |      | États-Unis | depuis 1994 |
|       | Toulouse    |      | France     | depuis 2003 |

## Personnalités liées à Saint-Louis
- Jean Dard (1789-1833), instituteur, qui fonda la première école d'Afrique noire francophone en 1817, auteur du premier dictionnaire de français-wolof
- Charlotte-Adelaïde Dard (1798-1862), écrivaine
- l'abbé David Boilat (1814-1901), un des premiers prêtres catholiques sénégalais, écrivain des us et coutumes du Sénégal
- l'abbé Arsène Fridoil (1815-1852), un des premiers prêtres catholiques sénégalais, curé de l'île de Gorée
- Clément Thomas (1840-?), administrateur colonial
- Gaston Berger (1896-1960), philosophe et administrateur
- Mame Madior Boye (1940), femme politique, ancien Premier ministre
- Younousse Sèye (1940), artiste et actrice née à Saint-Louis
- Charles Carrère (1928-2020), écrivain
- Mama Casset, photographe
- Salla Casset, photographe
- Madior Cissé (1919-2007), érudit et marabout tidjane
- Aminata Diaw Cissé (1959-2017), professeure de Philosophie
- Alioune Badara Coulibaly (1945), écrivain
- Insa Coulibaly (1916-1981), intellectuel et homme politique
- Souleymane Bachir Diagne (1955), philosophe
- Lamine Diakhate (1928-1987), homme politique et diplomate
- Massaër Diallo (1951), philosophe et politologue
- Marie Madeleine Diallo (1948), actrice
- Cheikh Bamba Dièye (né en 1965), homme politique, maire de Saint-Louis
- Majhemout Diop (1922-2007), homme politique
- Alioune Diop (1910-1980), fondateur de Présence africaine
- Galandou Diouf, (1875-1941), homme politique
- Jacques Diouf (1938), homme politique et diplomate
- John Dochard (mort en 1825), explorateur britannique
- Alfred Dodds (1842-1922), général
- Barthélémy Durand Valantin (1804-1864), homme politique
- Aminata Fall (1942-2002), chanteuse et comédienne
- Aminata Sow Fall (1941), écrivaine
- Médoune Fall (1919-2007), homme politique et diplomate
- Papa Khalilou Fall (1947), officier général et diplomate
- Yoro Khary Fall (?-2016), historien et universitaire sénégalais
- Cheikh Tidiane Gadio (1956), homme politique
- Alfred Gasconi (1842-1929), homme politique français
- Babacar Gaye (1951), général, diplomate
- Amadou Karim Gaye, (1913-2000), homme politique, diplomate
- Meïssa Gaye, photographe
- André Guillabert (1918-2010), diplomate, sénateur, maire, ministre
- Aminata Maïga Ka (1940-2005), écrivaine
- Yoro Kone (1952-), colonel
- Abdoulaye Ly (1919-2013), historien et homme politique
- Amina Sow Mbaye (1937), écrivaine
- Alain Moizan (1953), footballeur
- Iba Ndiaye (1928-2008), peintre
- Mademba Ndiaye (1956), journaliste
- Fatou Niang Siga (1932-2022), écrivaine
- Ousmane Ngom (1955), homme politique
- Madické Niang,(1953), homme politique, avocat
- Mary Teuw Niane (1954), Professeur
- Joseph Gaï Ramaka (1952), réalisateur et producteur
- Louis Sankalé (1946), évêque
- Ousmane Thiané Sar (1915-1953), enseignant et pionnier du scoutisme
- Ismaïla Sarr (1998), footballeur professionnel
- Abdou Fatha Seck dit Faada Freddy (1975), chanteur et rappeur
- Babacar Sèye (1915-1993), homme politique, sportif, avocat
- Battling Siki (1895-1925), boxeur
- Coumba Dieng Sow, coordinatrice FAO
- Serigne Ababacar Sy (1885-1957), calife général des tidjanes
- Cheikh Tidiane Sy (1938), homme politique
- Amara Traoré (1965), sportif
- Mary Teuw Niane (1955), homme politique, mathématicien et professeur

## Galerie

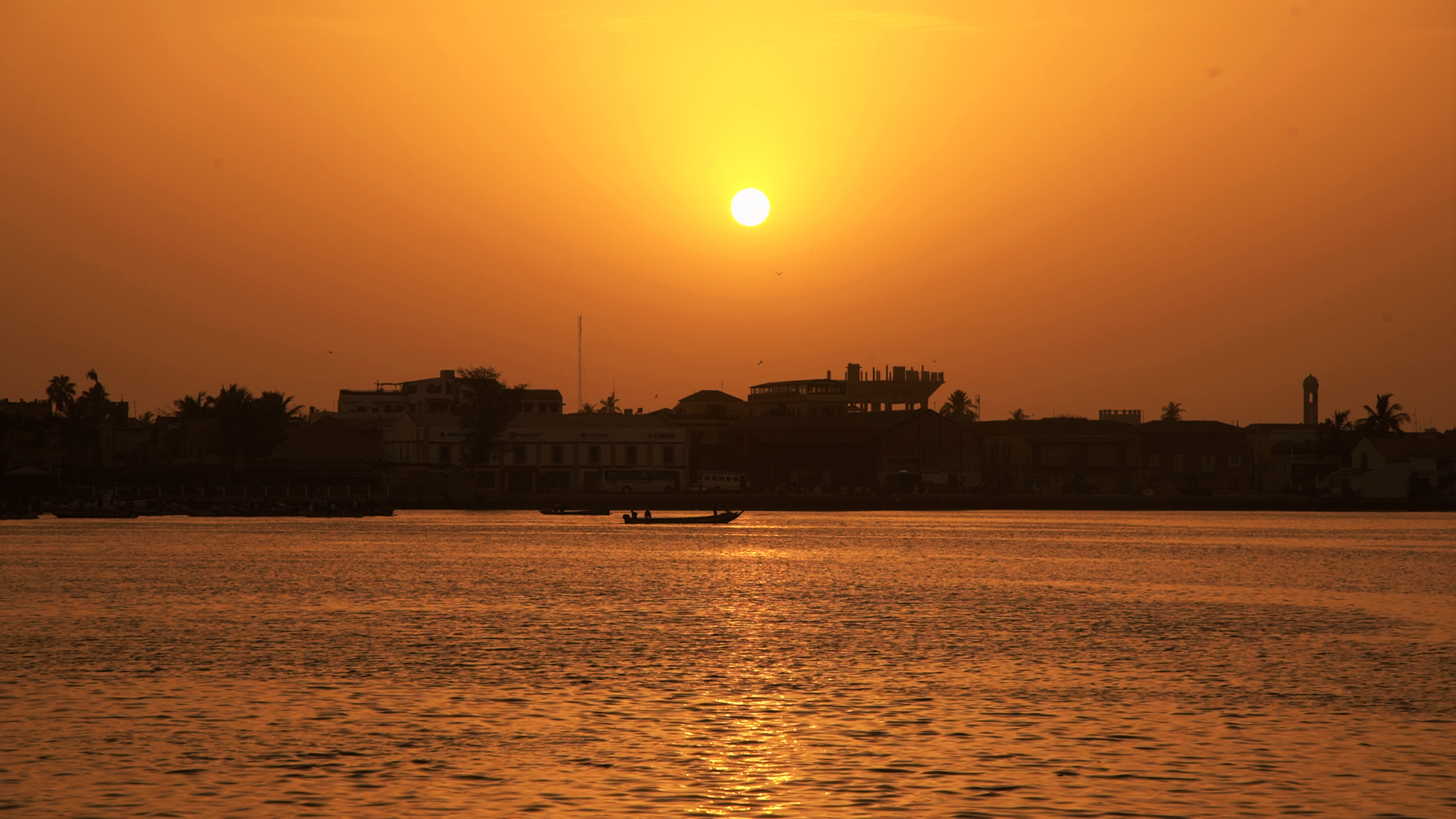
Coucher de soleil au fleuve Sénégal à Saint Louis
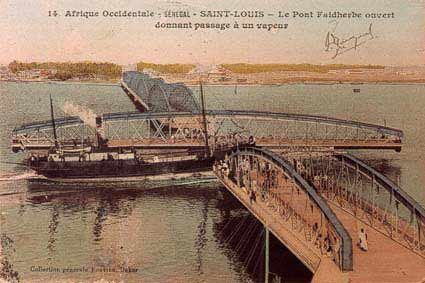
Passage d'un navire sous le Pont Faidherbe
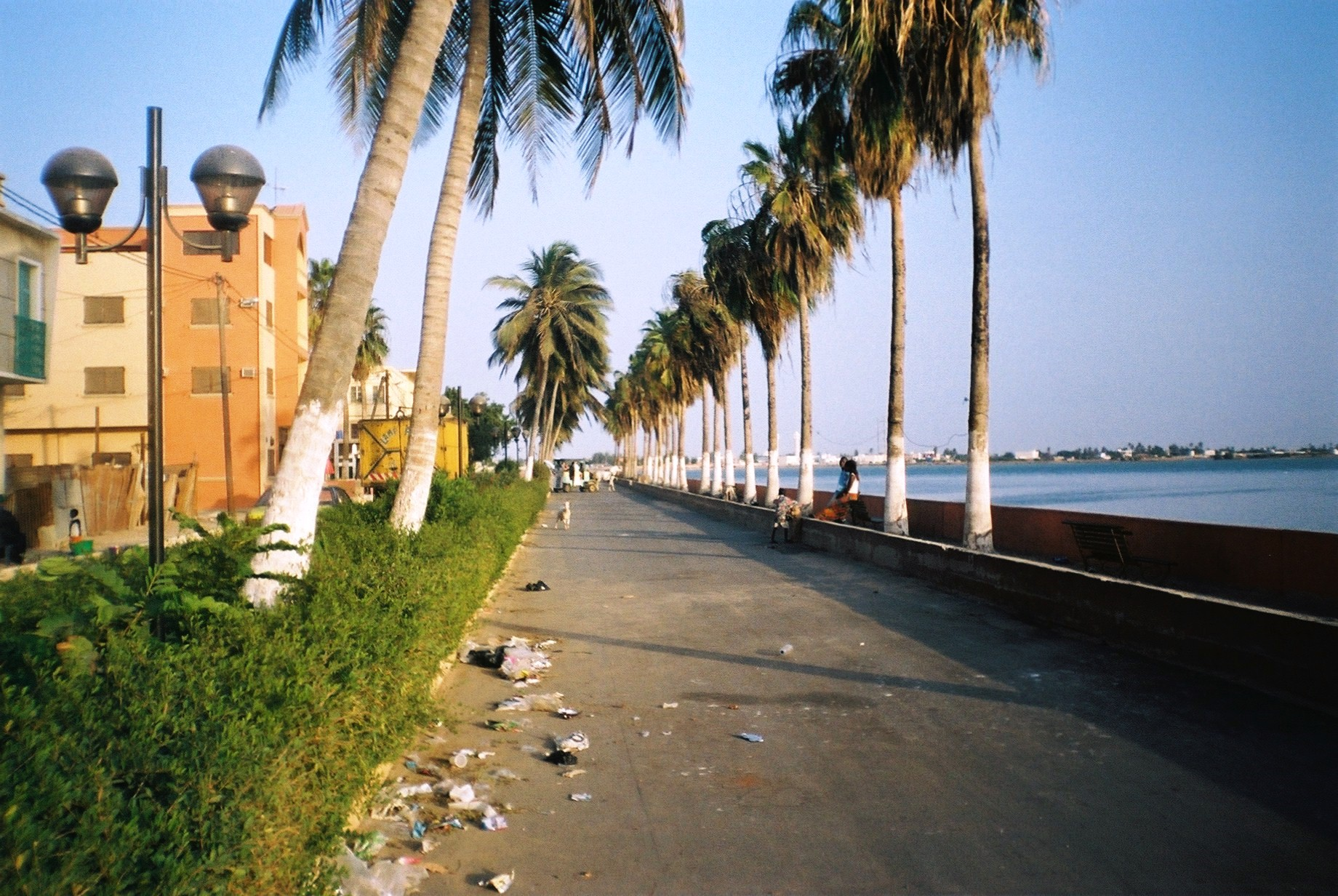
Une avenue sur l'île Saint-Louis.
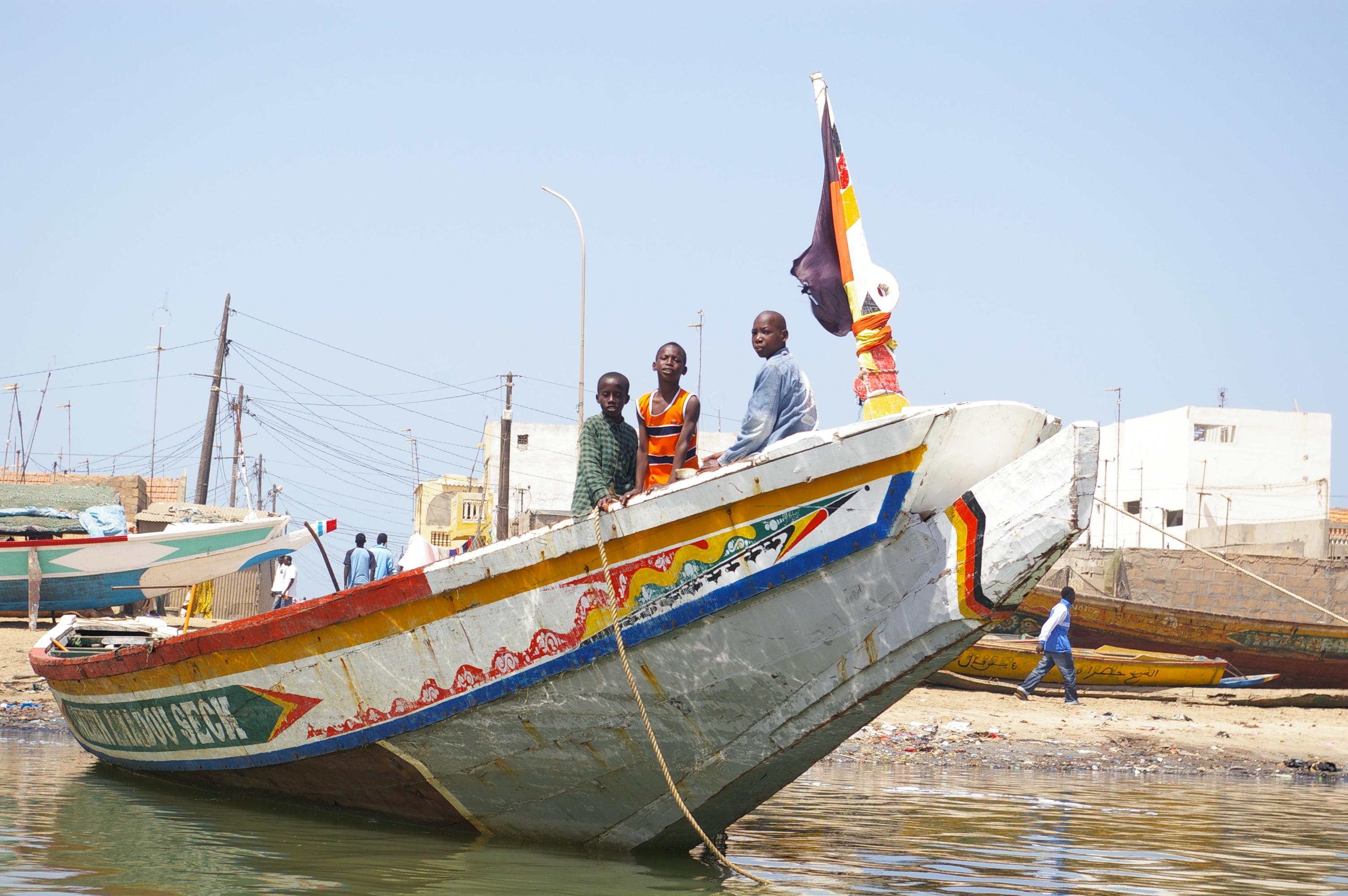
Bateau de pêche à Saint-Louis (Sénégal)
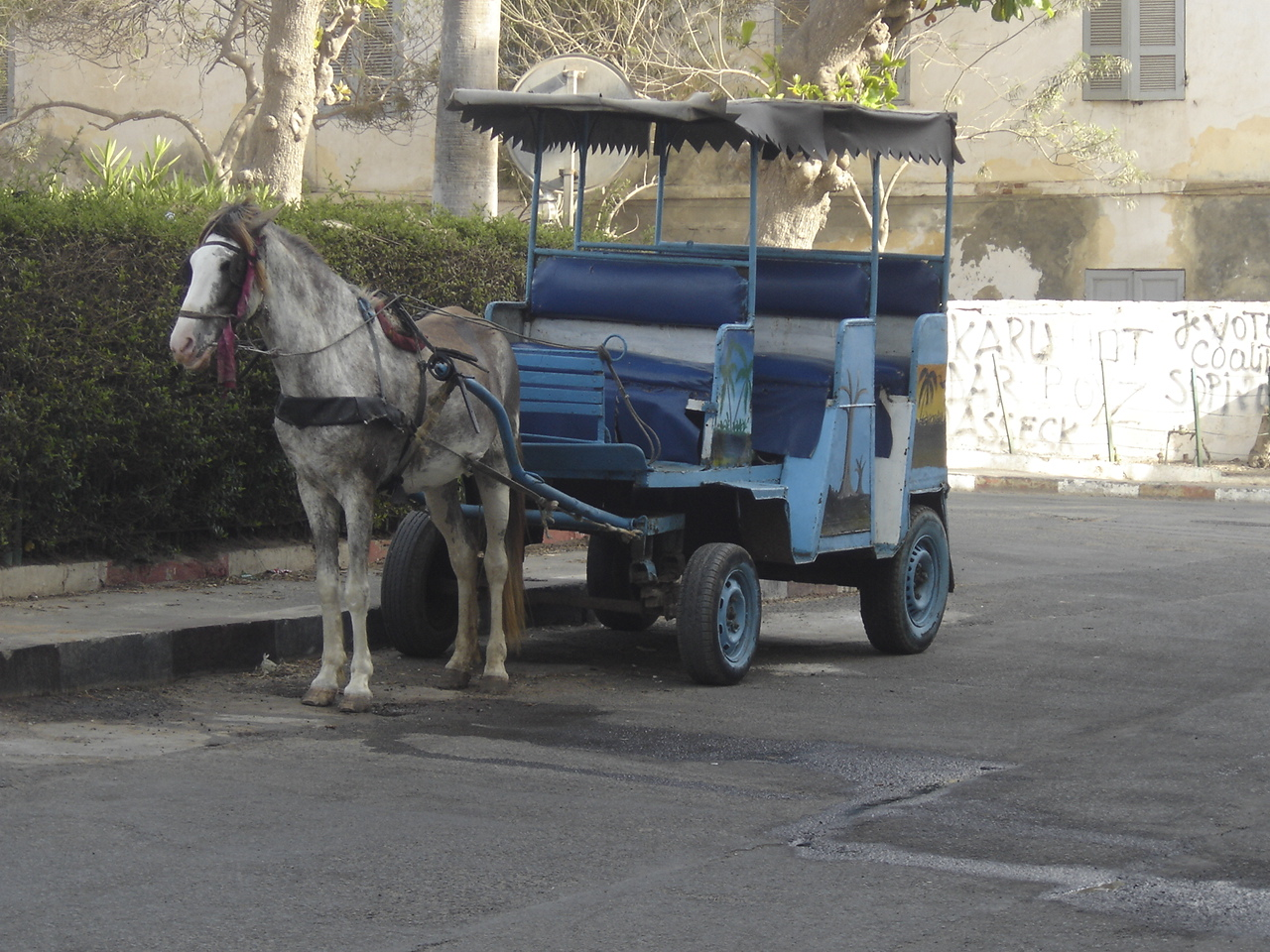
Carrosse à Saint-Louis, Sénégal
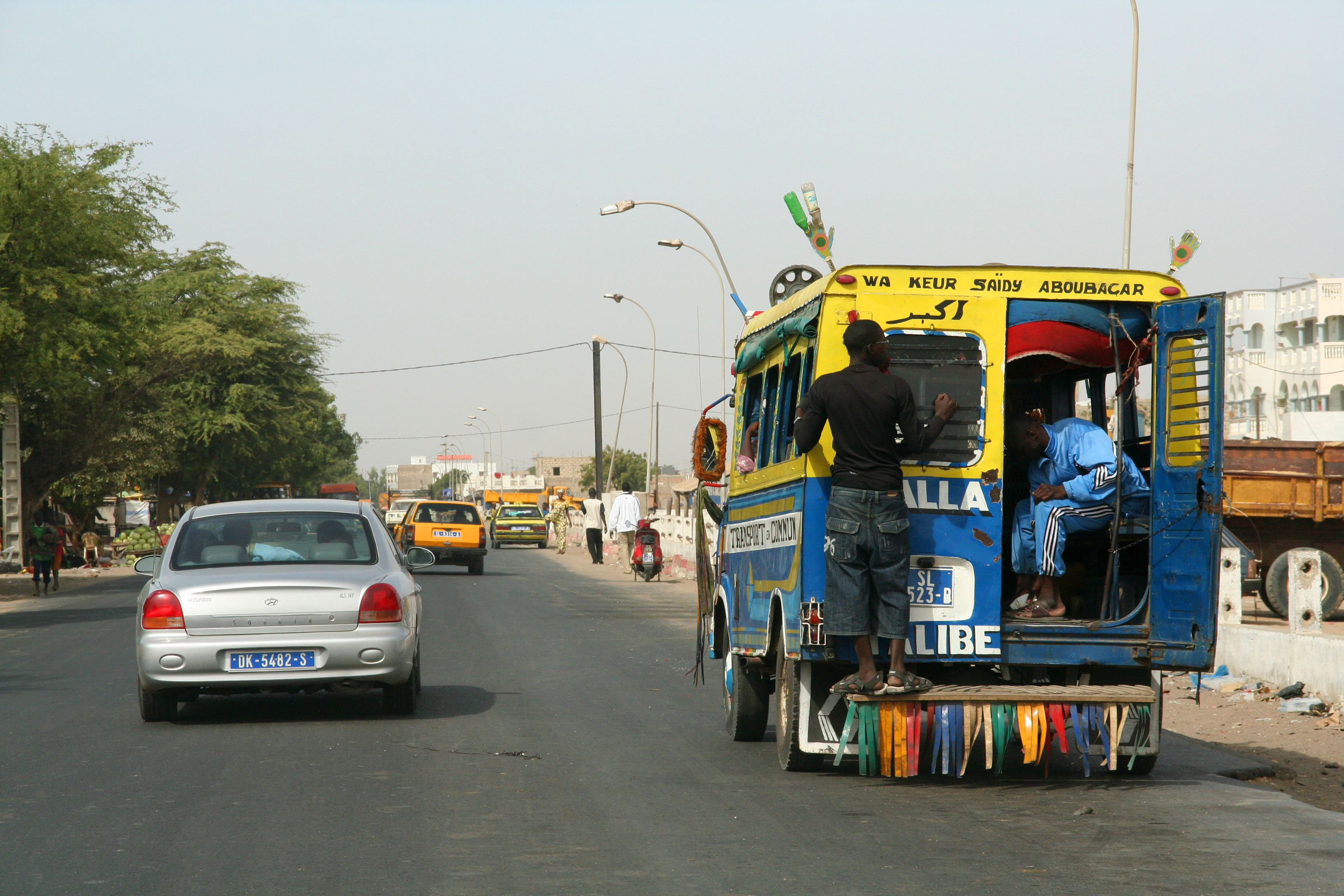
Car rapide à l'approche de Saint Louis
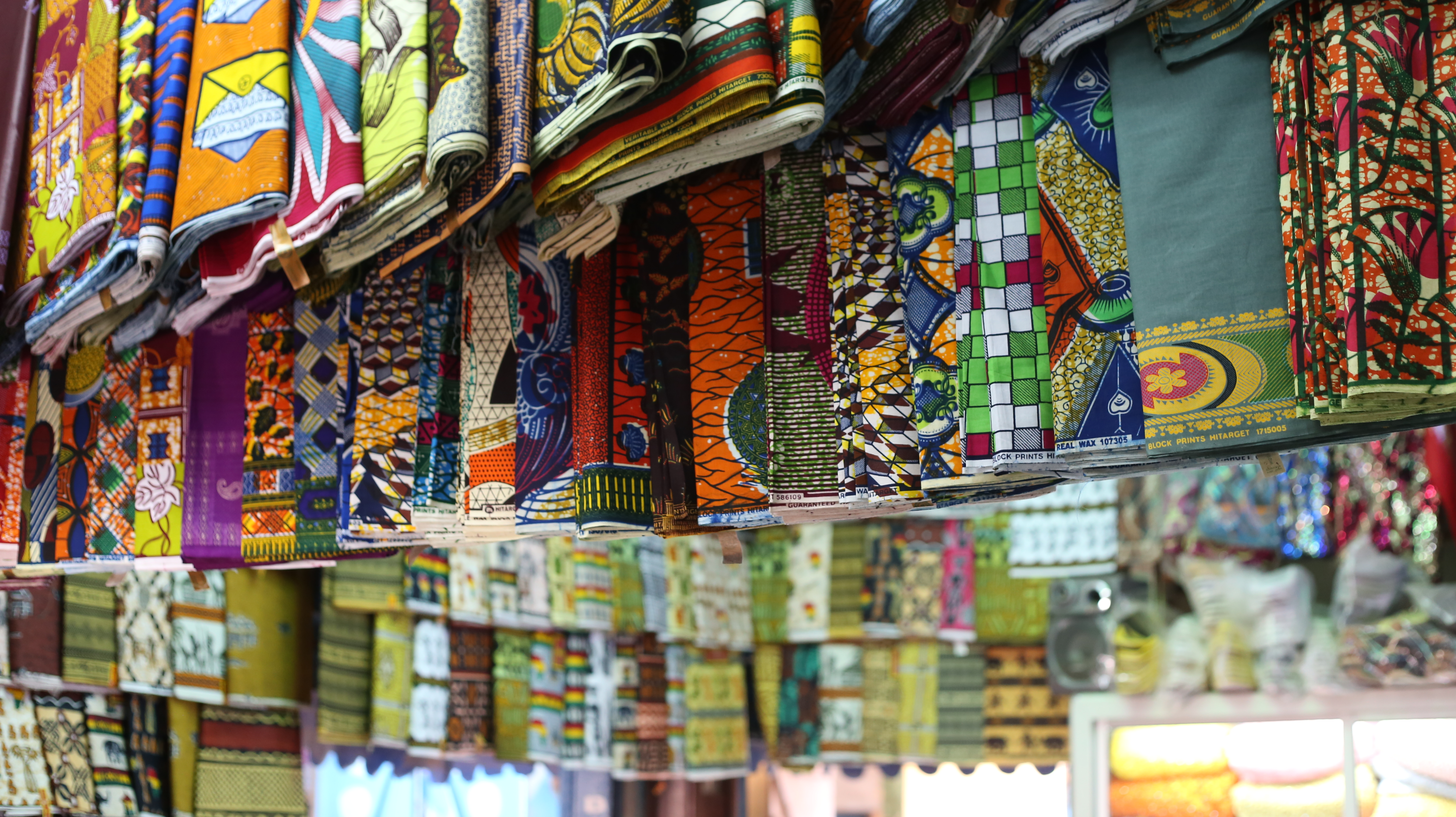
Magasin de tissus, au marché de St Louis
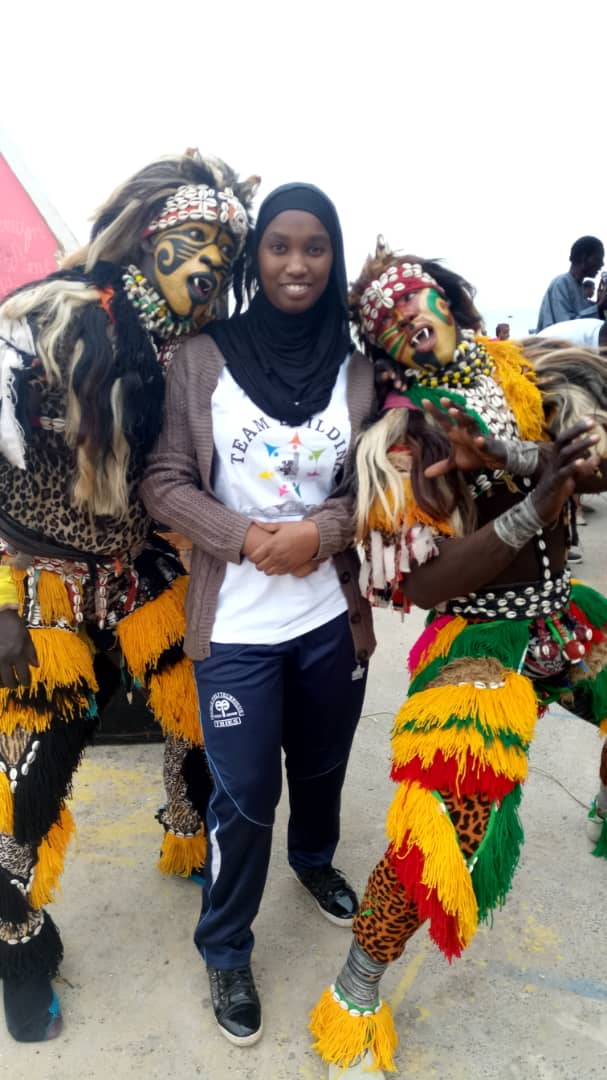
Simb Gaïndé ou la danse du faux lion, Saint-Louis, Sénégal
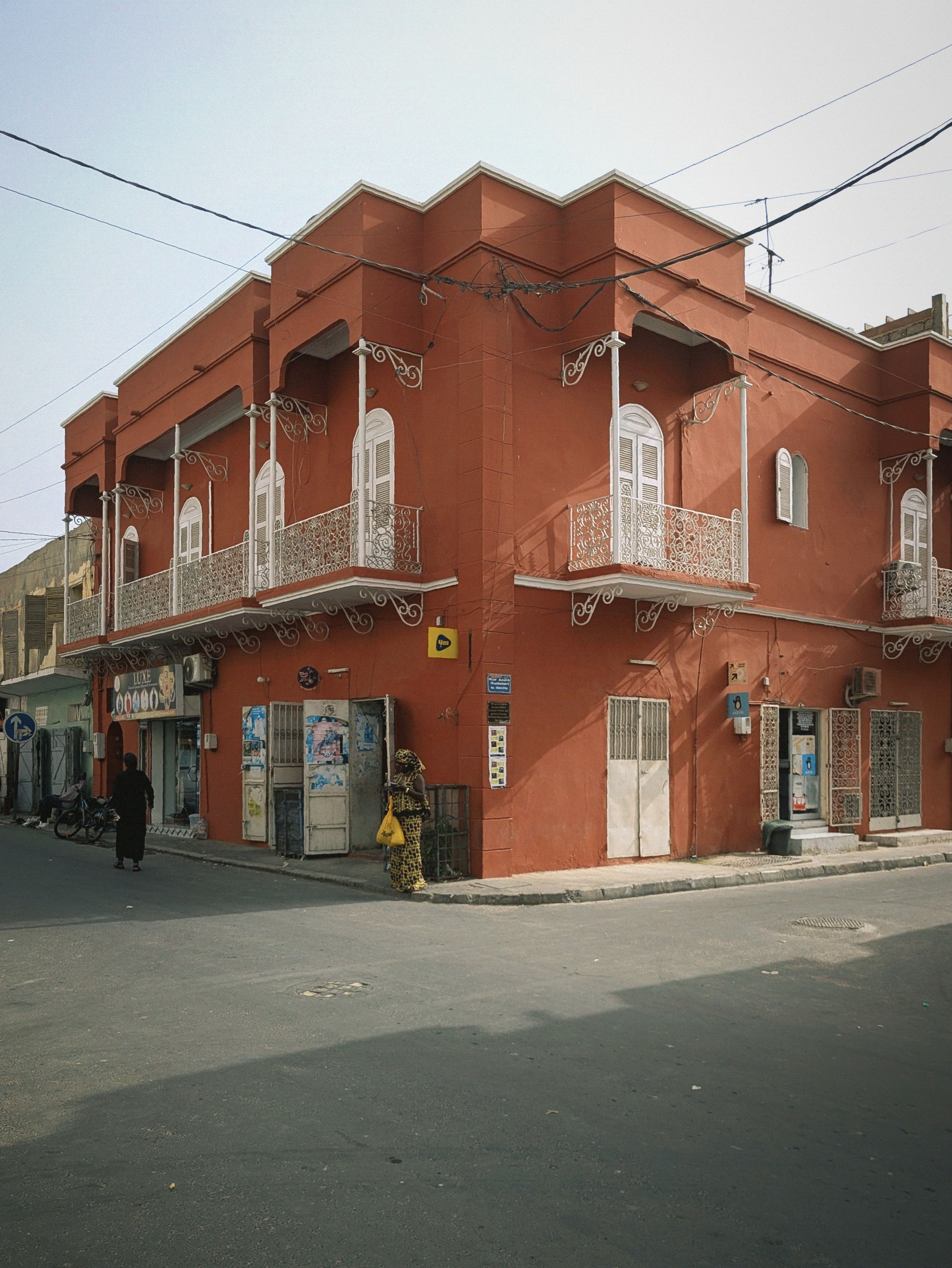
bâtiment colonial français à Ndar, Saint Louis, Senegal
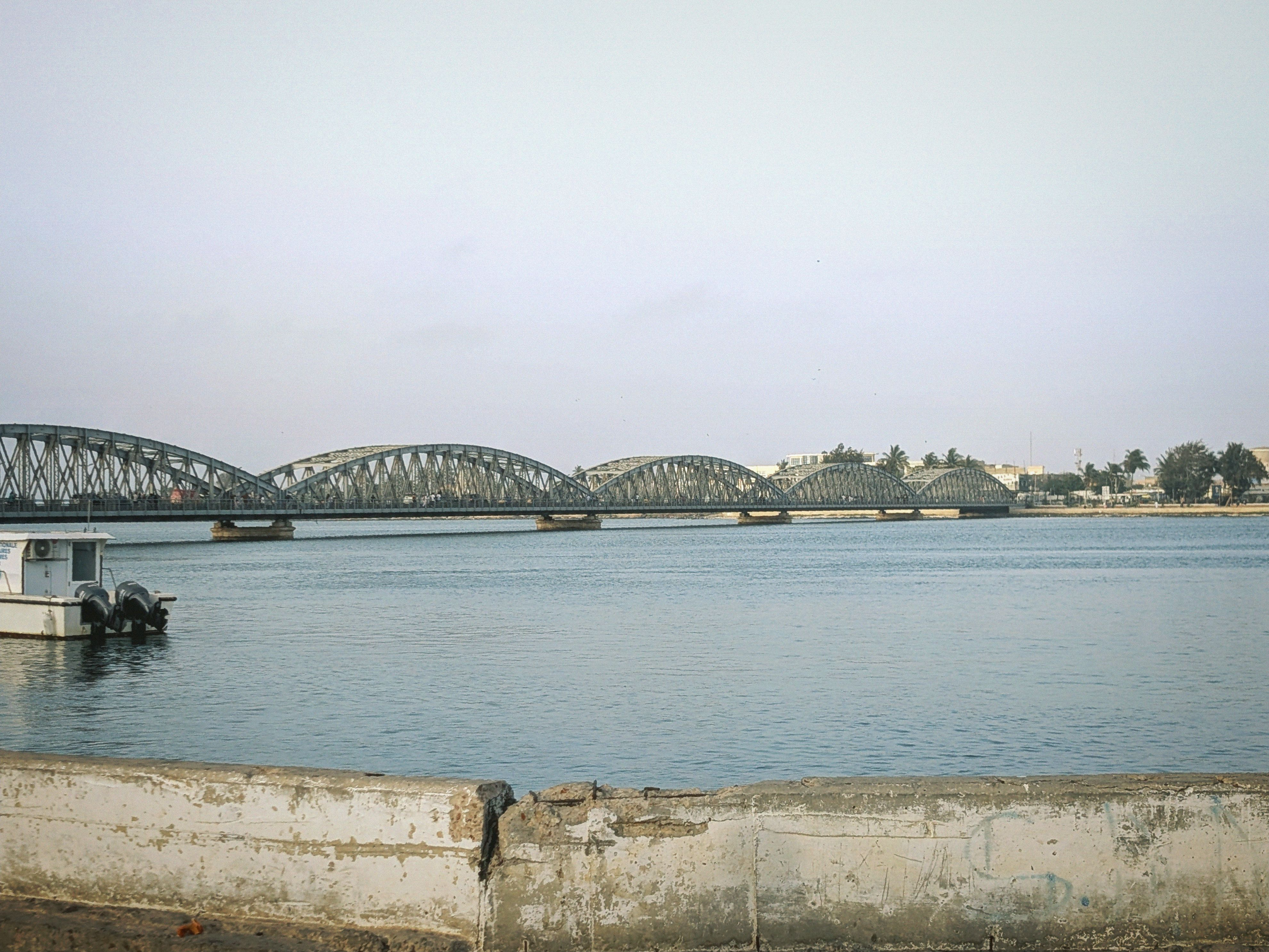
Pont entre Sor et Ndar à Saint-Louis, Senegal
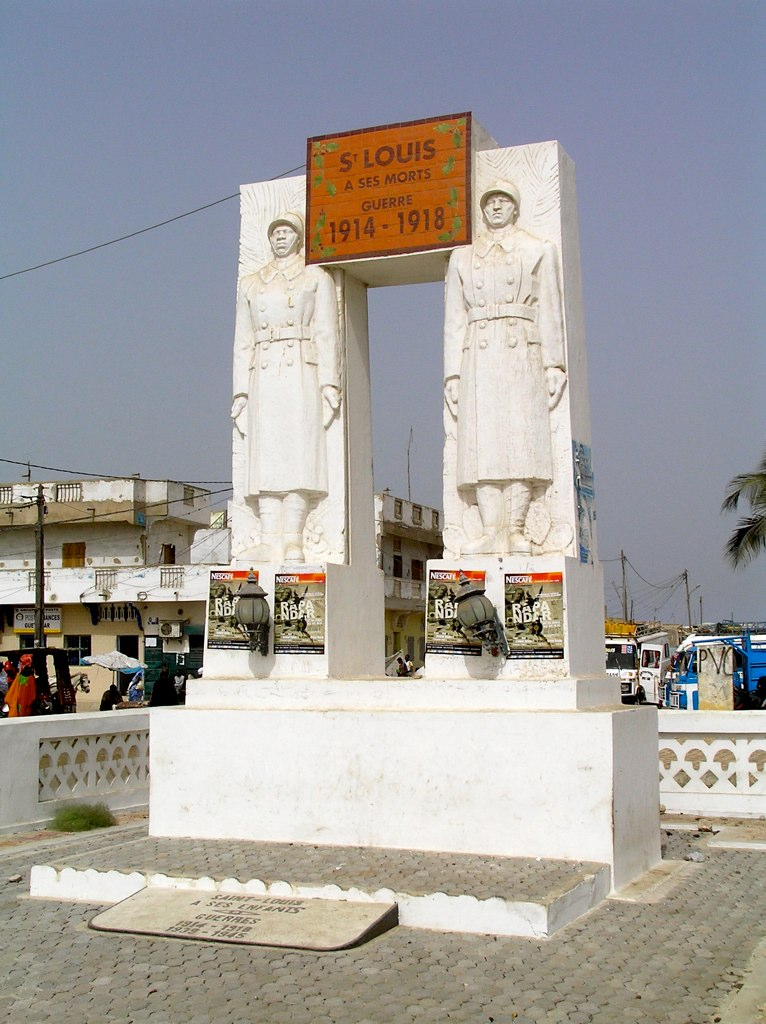
Monument aux morts de Saint-Louis.
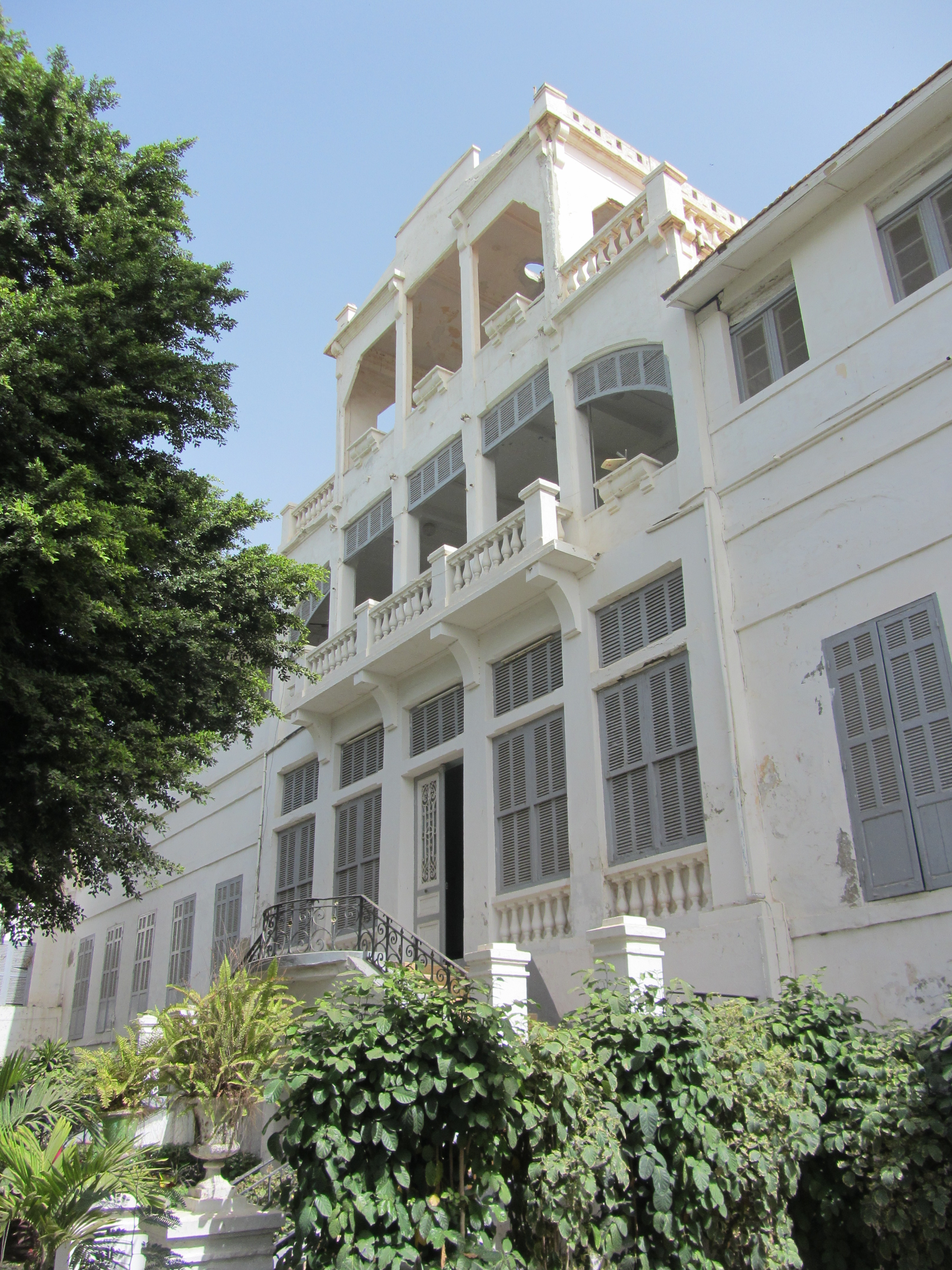
Le palais du Gouverneur de Saint-Louis.

### Mémoires universitaires non publiés
- Corinne L. Benveniste, Les relations Dakar - Saint-Louis. Le rail et la route, Dakar, Université de Dakar, 1967, 119 p. (diplôme d'études supérieures)
- Saliou Diop, Les traitants Saint-Louisiens : genèse et évolution d'un groupe social, XVIIIe et XIXe siècles, Dakar, Université de Dakar, 1979, 110 p. (mémoire de maîtrise)
- El Hadj Dioum, Les élections municipales de 1925 à Saint-Louis, Université de Dakar, 1978, 93 p. (mémoire de maîtrise)
- Adbulaay Soxna Joop, La colonie française de N'Dar - Saint-Louis, de la fondation de l'habitation fixe à la faillite de la Compagnie du Sénégal (1659, fin du XVIIe siècle). L'impact global du mercantilisme colonial dans la concession du Sénégal, Université de Dakar, 1971, 323 p. (mémoire de maîtrise)
- Ibrahima Ka, L'évolution sociale à Saint-Louis du Sénégal du XIXe au début du XXe siècle, Université de Dakar, 1981, 135 p. (mémoire de maîtrise)
- Serigne Matar Ka, Dégradations et tentatives de réhabilitation du patrimoine architectural de Saint-Louis du Sénégal, Université d'Aix-Marseille 1, 2005, 102 p. (mémoire de maîtrise)
- Mamadou Kane, L'esclavage à Saint-Louis et à Gorée à travers les Archives notariées : 1817-1848, Université de Dakar, 1984, 109 p. (mémoire de maîtrise)
- Mamadou Kane, L'histoire économique de Saint-Louis à travers les archives notariées : 1817/1848. Enquête préliminaire, Université de Dakar, 1985, 29 p. (diplôme d'études approfondies)
- Ngouda Kane, L'évolution sociale à Saint-Louis à travers les archives de police de 1900 à 1930, Université de Dakar, 1988, 120 p. (mémoire de maîtrise)
- Thomas Maillard, La pérennité de l'horticulture périurbaine à Saint-Louis au Sénégal, Université Paris 8, 2011, 121p. (mémoire de Master 1)
- Thomas Maillard, Pérennité, urbanité et citadinité de l'agriculture urbaine à Saint-Louis (Sénégal), Université Paris 8, 2012, 115p. (mémoire de Master 2)
- Nathalie Reyss, La santé à Saint-Louis du Sénégal à l'époque précoloniale d'après les récits de voyages et romans : alimentation, hygiène et santé ou le métissage comme moyen de survie, Université Paris I, 1981, 42 p. (diplôme d'études approfondies).
- Sylvain Sankalé, Une ancienne coutume matrimoniale à Saint-Louis du Sénégal. Le mariage « à la mode du pays », Université de Dakar, 1982, 78 p. (diplôme d'études approfondies en histoire du droit)
- Seck Ndiaye, Ahmed Ndiaye Sarr, le cadi de Saint-Louis, Université de Dakar, 1986 (mémoire de maîtrise)
- Abdoul Aziz Traoré, Les compagnies et le commerce à Saint-Louis à la fin du XVIIIe  siècle, Université Paris I, 1979, 99-VI p. (mémoire de maîtrise)
- Sylvaine Trioullier, Saint-Louis et la question maure (1895-1905), Université Paris I, 1972 (mémoire de maîtrise)
- Guillaume Vial, Les signares à Saint-Louis du Sénégal au XIXe siècle : étude critique d'une identité métisse, Université de Reims, 2 vol., 1997, 407 p. (mémoire de maîtrise)
- Oumar Amadou Wane, Monographie climatique d'une station synoptique : Saint-Louis (1946-1975), Université de Dakar : 1977, 127 p.

### Filmographie
- [vidéo] Samkat (Le dernier berger de Saint-Louis), court métrage documentaire réalisé par Oumar Ndiaye et le Club des Jeunes de Saint-Louis, 1999, 13'
- [vidéo] Patchwork (Njakhass), de Oumy Ndour, 2007, 26'
- [vidéo] La Brèche, de Abdoul Aziz Cissé, 2007, 40'
- [vidéo] Thiam B.B., de Adams Sié, 2007, 26'
- [vidéo] Les Maraîchers de Khor (Saint-Louis, Sénégal), court-métrage documentaire de Thomas Maillard avec le Pôle Image du département de Géographie de l'Université Paris 8, 2011, 5'